# Harry Burgess
Harry Burgess (ur. 20 sierpnia 1904 w Alderley Edge, zm. 6 października 1957 w Wilmslow) – angielski piłkarz, reprezentant kraju.
W sierpniu 1925 roku przeszedł z Sandbach Ramblers do Stockport County. W nowym zespole zadebiutował 13 marca 1926 w spotkaniu z Hull City, zaś pierwszego gola strzelił 4 września w zremisowanym 3:3 meczu z Lincoln City. W klubie ze Stockport występował do czerwca 1929 roku – wtedy to za 3,5 tys. funtów trafił do Sheffield Wednesday.
W barwach Sheffield występował przez sześć lat, był w tym czasie podstawowym graczem swojego klubu. W sezonie 1929/1930 zdobył z nim mistrzostwo Anglii, a w 1935 roku puchar kraju. W wygranym 4:2 finałowym meczu z West Bromwich Albion jednak nie wystąpił, bowiem w już w marcu przeszedł do Chelsea (było to dużym zaskoczeniem). Zawodnikiem londyńskiej drużyny był do 1942; rozegrał w niej łącznie 155 spotkań i strzelił 38 goli.
W reprezentacji Anglii rozegrał cztery mecze. Zadebiutował 20 października 1930 w spotkaniu z Irlandią Północną, w którym strzelił dwa gole. Po raz ostatni wystąpił 16 maja 1931 w pojedynku z Belgią – w meczu tym również zdobył dwie bramki.